# Прион (птица)

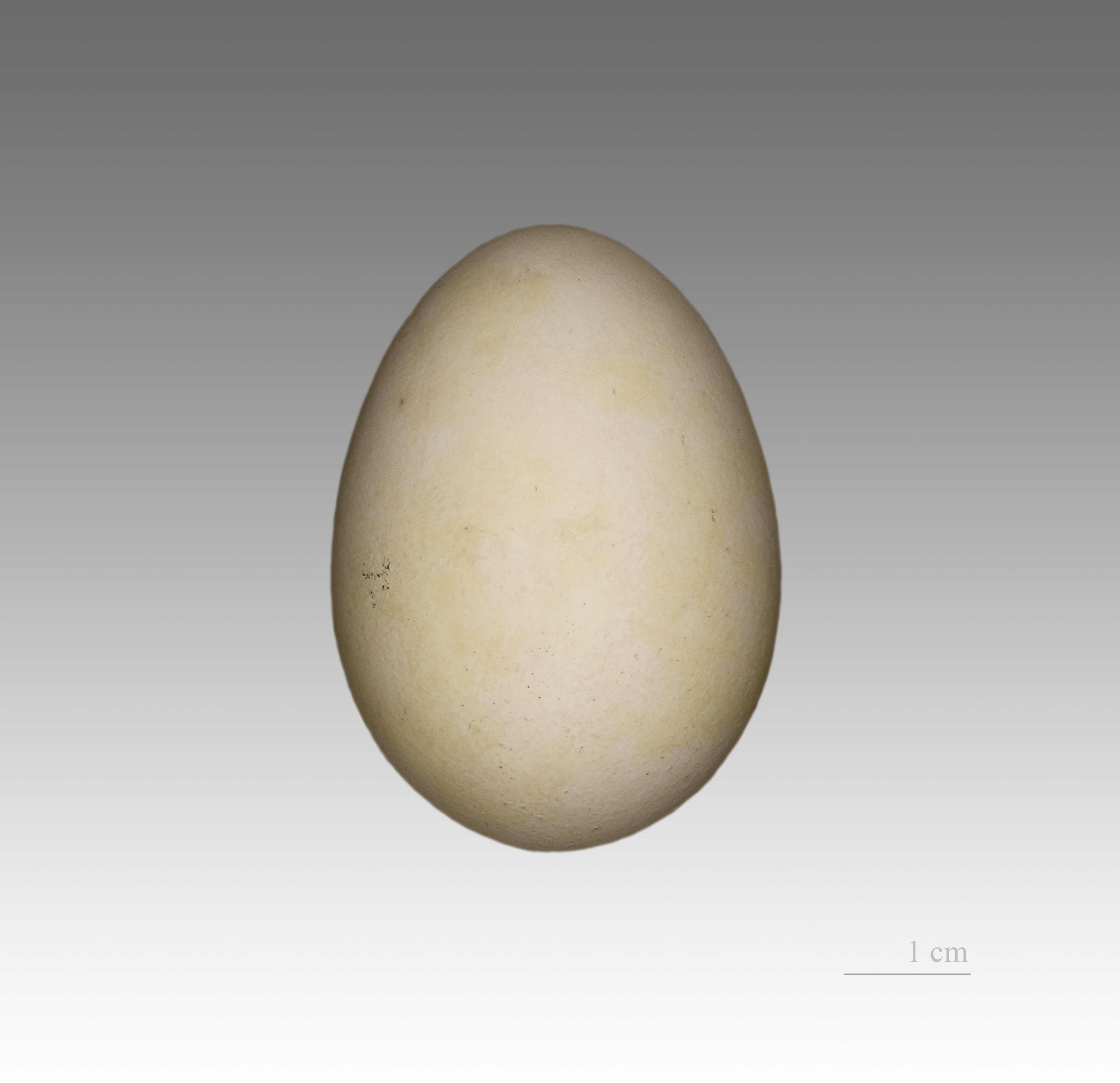
Яйцо Pachyptila salvini

Прион (лат. Pachyptila salvini) — вид морских птиц семейства буревестниковые. Видовое название дано в честь английского орнитолога Осберта Сэльвина (1835—1898).

## Описание
Длина тела составляет от 27 до 28 см. Длина крыльев составляет от 17,6 до 21 см, размах крыльев — 57 см. Масса тела составляет от 130 до 210 г. Вид незначительно меньше ширококлювой китовой птички (Pachyptila vittata).
Верхняя часть тела бледного, голубовато-серого окраса. Тёмный рисунок в виде буквы «M» имеется на обоих крыльях. Нижняя часть тела белая, боковые стороны груди сероватого цвета. Через глаза проходит выделяющаяся белая полоса, которая подчёркивает тёмную глазную полосу. Нижняя половина лица белёсая. Клюв у основания очень широкий. Он имеет серую и синеватую окраску и значительно меньше и тоньше чем у ширококлювой китовой птички.
Существует вероятность путаницы с другими видами китовых птичек.

## Распространение
Вид гнездится на субантарктических островах на юге и юго-западе Индийского океана. Гнездовые колонии располагаются на островах Принс-Эдуард, острове Амстердама, Сен-Поль, а также на островах Крозе. Вне сезона размножения птицы живут в открытом море, на территории от юга Южной Африки до Новой Зеландии.

## Образ жизни
Птицы питаются прежде всего крилем и другими мелкими ракообразными, а также кальмарами и рыбами. При этом птицы клювом бороздят поверхность воды, фильтруя воду специально приспособленным клювом.

## Размножение
Вид гнездится в огромных колониях численностью до 1 млн особей и более. Как и другие китовые птички этот вид также гнездится в самостоятельно вырытых строениях. Их длина составляет от 0,93 до 1,35 м. Гнездовые камеры выложены листьями и маленькими веточками. Сезон размножения начинается в октябре, вид гнездится только один раз в год. В кладке чаще одно белое яйцо. Период инкубации составляет от 44 до 55 дней, молодые птицы становятся самостоятельными через 54—65 дней. Обе родительских птицы участвуют в высиживании и выкармливании молодых птиц.

## Подвиды
Иногда вид Pachyptila macgillivrayi рассматривают как подвид данного вида. У него более широкий клюв и незначительно более длинные крылья чем у номинативной формы.